# Harsiotef
Harsiotef fou rei de Núbia del 390 al 350 aC.Queda una inscripció d'aquest rei on es descriu el lloc sant de Djebel Barkal a Napata. El Palau reial tenia seixanta habitacions. Va succeir a Baskakeren i fou succeït per un rei del que no es coneix el nom.
Harsiotef va adquirir un conjunt complet de títols basats en els dels faraons egipcis:
Nom d'Horus: Kanakht Khaemnepet ("El toro poderós apareix a Napata")
Nom de Nebty: Nednetjeru ("Qui busca el consell dels déus")
Nom d'Horus daurat: Uftikhesutnebut ("El subduït va rebre totes les terres del desert")
Prenomen: Sameryamun ("fill estimat d'Amon")
Nomen: Harsiotef ("Horus, fill del seu pare")
Harsiotef era fill de la reina Atasamale i probablement del rei Irike-amanote. Tenia una dona anomenada reina Batahaliye i potser havia tingut una altra dona anomenada reina Pelkha. Si la reina Pelkha fos la seva dona, també seria el pare del rei Nastasen. És possible que el rei Akhraten també fos fill d'Harsiotef, i la reina Sakhmakh, l'esposa de Nastasen, pot ser la seva filla.